# Hyagnis meridionalis
Hyagnis meridionalis es una especie de escarabajo longicornio del género Hyagnis, subfamilia Lamiinae. Fue descrita científicamente por Breuning en 1968.
Se distribuye por la India. Posee una longitud corporal de 9 milímetros.